# Tamás Mocsai
Tamás Mocsai (Budapest, 9 de diciembre de 1978) fue un jugador de balonmano húngaro que jugó de lateral derecho. Su último equipo fue el MKB Veszprém. Fue un componente de la selección de balonmano de Hungría.
Es hijo del exbalonmanista y entrenador de balonmano Lajos Mocsai.

## Palmarés

### Dunaferr SE
- Liga húngara de balonmano (1): 2000
- Copa de Hungría de balonmano (1): 2001

### Nettelstedt-Lübbecke
- EHF Challenge Cup (1): 1998

### TBV Lemgo
- Copa EHF (1): 2010

### Flensburg
- Recopa de Europa de Balonmano (1): 2012

### Veszprém
- Liga húngara de balonmano (1): 2014
- Copa de Hungría de balonmano (1): 2014

## Clubes
- TuS Nettelstedt-Lübbecke (1997-1998)
- TV Jahn Duderstadt (1998-1999)
- Dunaferr SE (1999-2002)
- TV Suhr (2002-2004)
- Pfadi Winterthur (2004-2005)[2]
- Rhein-Neckar Löwen (2005-2006)
- TBV Lemgo (2006-2010)
- SG Flensburg-Handewitt (2010-2012)
- TSV Hannover-Burgdorf (2012-2013)
- MKB Veszprém (2013-2014)